# Dolichopeza trichochora
Dolichopeza trichochora är en tvåvingeart som beskrevs av Alexander 1974. Dolichopeza trichochora ingår i släktet Dolichopeza och familjen storharkrankar. Inga underarter finns listade i Catalogue of Life.